# Caligodes megacephalus
Caligodes megacephalus är en kräftdjursart som beskrevs av C. B. Wilson 1905. Caligodes megacephalus ingår i släktet Caligodes och familjen Caligidae. Inga underarter finns listade i Catalogue of Life.